# Войтовцы (Липовецкий район)
Войтовцы́ (укр. Війтівці) — село на Украине, находится в Липовецком районе Винницкой области.
Код КОАТУУ — 0522281001. Население по переписи 2001 года составляет 603 человека. Почтовый индекс — 22553. Телефонный код — 4358.
Занимает площадь 3,371 км².

## Достопримечательности
В 1775—1829 гг. священниками в селе были Достоевские — дед и дядя Фёдора Михайловича Достоевского. Здесь родился его отец — Михаил Андреевич Достоевский. В 2013 году в местной школе открылся музей, посвящённый семье писателя. Главным экспонатом музея стала запись в церковной книге о рождении Михаила Достоевского в Войтовцах.

## Адрес местного совета
22553, Винницкая область, Липовецкий р-н, с. Войтовцы